# Kandi K32
Kandi K32 – elektryczny samochód osobowy typu pickup klasy średniej wyprodukowany pod chińską marką Kandi w 2021 roku.

## Historia i opis modelu
W listopadzie 2021 amerykański oddział chińskiej firmy Kandi przedstawił model opracowany w ramach współpracy z inną rodzimą firmą Foday, w wyniku czego zapożyczono model taniego spalinowego pickupa Foday Lion F22 i dokonano konwersji jego układu napędowego na w pełni elektryczny. Dokonano przy tym modyfikacji w wyglądzie w stylu off-road, nadając Kandi K32 bardziej muskularne nadkola, wyższy prześwit, terenowe opony oraz dodatkowe oświetlenie nad dachem wraz z wyciągarką w zderzaku.
Kabina pasażerska pozostała bez głębszych modyfikacji z wyjątkiem innego logo na kierownicy oraz okrągłego selektora trybów jazdy w formie pokrętła na tunelu środkowym. W centrum konsoli centralnej znalazł się 10-calowy ekran dotykowy systemu multimedialnego.

### Sprzedaż
Kandi K32 miał trafić do sprzedaży wyłącznie z ograniczeniem do rynku amerykańskiego tuż po premierze jesienią 2021 roku, z ceną 27 699 dolarów za najtańszy wariant napędowy. Samochód nie trafił jednak do regularnej sprzedaży w związku ze zmianą profilu działalności producenta w Stanach Zjednoczonych na pojazdy niskich prędkości i wózki golfowe.

### Dane techniczne
Kandi K32 powstał w dwóch wariantach napędowych: Standard Range oraz Long Range. Ten pierwszy został wyposażony w 57-konny silnik elektryczny oferujący 105 km/h prędkości maksymalnej, a także baterię o pojemności 20,7 kWh i ok. 96 kilometrów zasięgu na jednym ładowaniu. Topową odmianę wyposażono w większą baterię o pojemności 50 kWh, która umożliwiła do ok. 241 kilometrów zasięgu na jednym ładowaniu.